# Anvaya

Logo de l'association

Anvaya est une association cambodgienne créée en 2010 dont le but est de rassembler et d’accompagner le mouvement de retour des Cambodgiens de l’étranger. Elle se présente comme une organisation indépendante, apolitique et à but non lucratif. Cette association est active au Cambodge, mais aussi parmi les principales communautés de la diaspora cambodgienne,,. 
L’association compte plus de 300 membres à travers le monde, membres aussi appelés « anvayistes ». Elle compte par ailleurs plusieurs autres centaines de sympathisants au Cambodge et en-dehors.

## Nom et emblème
Le nom « Anvaya » est issu de la langue sanscrite (en transcription khmère : អន្វយៈ) et signifie « famille » ou encore « lignage ». L’emblème d’Anvaya est un ensemble de trois fleurs de lotus, qui superposées forment une seule et même fleur. Chaque fleur symbolise un des continents de la diaspora cambodgienne (Europe, Amérique et Océanie), qui réunies représentent le Cambodge.

## Historique
Anvaya a été créée en 2010 par deux amis, Soreasmey Ke Bin, franco-cambodgien, et David Yim, cambodgien-américain. Ces deux entrepreneurs sont revenus au Cambodge au début des années 2000 et ont fait le constat du manque de structure d’accueil pour les rapatriés cambodgiens. Anvaya a d’abord été lancée comme un réseau libre, visant à rassembler ces derniers autour d'événements réguliers.
C’est en 2013 qu’Anvaya a finalement été enregistrée auprès des autorités cambodgiennes en tant qu’association et qu’a été mise en place une véritable structure autour de Soreasmey Ke Bin, son président fondateur.

## Organisation, effectifs et financement
Anvaya est gouvernée par un conseil permanent de 30 membres, parmi lesquels a été élu un comité directeur de 6 personnes pour un mandat de deux ans. La présidence de l’association est actuellement assurée par Soreasmey Ke Bin, par ailleurs son cofondateur.
Le siège de l'association se trouve à Phnom Penh au Cambodge.
Les membres d’Anvaya sont tous des personnes d’origine cambodgienne, et ayant vécu parmi les communautés de la diaspora cambodgienne. Ils peuvent être basés au Cambodge ou encore à l’étranger. En mars 2015, l’association comptait 300 membres.
L’association est financée par les cotisations et les dons de ces membres. En 2015, le député des français de l’étranger Thierry Mariani a choisi de subventionner Anvaya sur sa réserve parlementaire. 

## Missions
Le but principal d’Anvaya est de faciliter le retour des Cambodgiens de la diaspora. L’association a quatre missions principales qui vont dans ce sens : 
1. Rassembler les rapatriés, Cambodgiens de l’étranger déjà installés au Cambodge au sein d’un réseau social et professionnel efficace.
2. Accompagner et accueillir les Cambodgiens de l’étranger dans leurs démarches de retour.
3. Informer les Cambodgiens de la diaspora quant aux opportunités de développement, d’emploi et d’affaires au Cambodge.
4. Développer les opportunités de retour pour les Cambodgiens de l’étranger, et en particulier les jeunes professionnels.

## Activités
Anvaya propose plusieurs types d’activité à l’attention de ses membres au Cambodge et a l’étranger.
Les adhérents du Cambodge se retrouvent notamment tous les second jeudis du mois au cours d’AfterWork pouvant rassembler jusqu’à une centaine de personnes.[réf. nécessaire]`

## Relations avec les autorités locales
Si l’association Anvaya est apolitique, elle entretient un dialogue constant avec les autorités cambodgiennes qu’il s’agisse du gouvernement ou des autres administrations. En octobre 2012, l’association Anvaya s’est ainsi rendue au Palais Royal afin de rendre hommage au roi Norodom Sihanouk, cette délégation a été reçue par le prince Norodom Ranariddh en tant que composante de la société civile cambodgienne. Des membres du gouvernement mais aussi de l’opposition politique ont par ailleurs été reçus par l’association dans le cadre de ses dîners mensuels.
Un protocole d'accord a été signe en mars 2014 avec le Comité olympique cambodgien donnant mission a Anvaya de recruter des sportifs au sein de la diaspora pour les différences échéances sportives à venir, et notamment les Jeux d'Asie du Sud-Est (SEA Games) et les jeux olympiques,. 
L’association compte une large majorité de membres français, et a donc une relation de travail suivie avec l’ambassade de France. C’est notamment par ce biais qu’Anvaya a signé en novembre 2013 une convention portant sur la construction d’un mémorial aux victimes des Khmers rouges. Ce projet porté par l’artiste franco-cambodgien Ing Séra, figure au jugement des Chambres extraordinaires au sein des tribunaux cambodgiens (CETC) en réparations significatives pour les victimes du régime khmer rouge. Le mémorial a notamment reçu le soutien financier de plusieurs parlementaires français. Une levée de fonds a par ailleurs été réalisée auprès de la diaspora cambodgienne et des amis du Cambodge. Le projet a reçu l'accord final des autorités cambodgiennes le 20 mai 2015, les travaux de construction du mémorial ont commencé en juin 2015. La pièce principale du mémorial a été installée en juin 2017, alors qu'une inauguration officielle est annoncée pour octobre 2017. Ce projet a été l'objet de tensions entre l'artiste Séra et Anvaya, qui en est l'association porteuse. 

## Anvaya Reatrei
En mars 2015, l’association a organisé son premier gala sous le nom d’« Anvaya Reatrei ». Cette soirée a réuni plus de 150 personnes et a récompensé les membres les plus méritants de l’année dans diverses catégories parmi lesquelles Rithy Panh, qui a été récompensé dans la catégorie du meilleur réalisateur, le footballeur Thierry Chantha Bin a lui été désigné comme le meilleur sportif, la franco-cambodgienne Borany Mam a remporté l’award dans la catégorie de la meilleure activiste pour son association ASPK qui vise à restaurer et préserver les collections de peintures du musée national de Phnom Penh. Dans la catégorie musicale c’est le chanteur québécois, Tony Keo, qui a été récompensé. La khméro-américaine Chanda Hun a elle, été récompense, dans la catégorie du meilleur entrepreneur. Et enfin, le néo-zélandais Peap Tarr a remporté l’award dans la catégorie du meilleur designer.